# Boars Hill
Boars Hill är ett samhälle i Storbritannien.   Det ligger i grevskapet Oxfordshire och riksdelen England, i den södra delen av landet, 80 km väster om huvudstaden London. Boars Hill ligger 145 meter över havet och antalet invånare är 1 554.
Terrängen runt Boars Hill är huvudsakligen platt. Boars Hill ligger uppe på en höjd. Runt Boars Hill är det ganska tätbefolkat, med 199 invånare per kvadratkilometer. Närmaste större samhälle är Oxford, 4,8 km nordost om Boars Hill. Trakten runt Boars Hill består till största delen av jordbruksmark.